# Морбедаани
Морбедата или Морбедаани (осет. Морбедата, груз. მორბედაანი — Морбедаани) — село в Закавказье, расположено в Ленингорском районе Южной Осетии, фактически контролирующей село; согласно юрисдикции Грузии — в Ахалгорском муниципалитете.

## География
Село находится к западу от райцентра Ленингор на противоположном правом берегу реки Ксани (Чисандон).

## Население
Село населено этническими грузинами и осетинами. По данным 1959 года в селе жило 115 жителей, в основном грузины.
 По данным переписи 2002 года (проведённой властями Грузии, контролировавшей восточную часть Ленингорского/Ахалгорского района на момент проведения переписи), в селе проживало 172 жителя, из которых грузины составили около 56 % (более 90 человек), осетины - 44 % (около 75 человек).

## История
В период южноосетинского конфликта в 1992—2008 гг. село входило в состав восточной части Ленингорского района РЮО (Ахалгорский район Грузии), находившейся в зоне контроля Грузии. После войны в августе 2008 года село вместе с остальной восточной частью "Ахалгорского района" перешло под контроль властей РЮО.

## Топографические карты
- Лист карты K-38-65 Ленингори. Масштаб: 1 : 100 000. Издание 1979 г.